# Barguna Sadar
Barguna Sadar (en bengali : বরগুনা সদর) est une upazila du Bangladesh dans le district de Barguna. En 1991, on y dénombrait 219 729 habitants.